# غورد مارك
غورد مارك هو لاعب هوكي الجليد كندي، ولد في 10 سبتمبر 1964 في إدمونتون في كندا.

## وصلات خارجية
- غورد مارك على موقع دوري الهوكي الوطني (الإنجليزية)
- غورد مارك على موقع EliteProspects.com (الإنجليزية)
- غورد مارك على موقع HockeyDB.com (الإنجليزية)
- غورد مارك على موقع Hockey-Reference.com (الإنجليزية)